# TV UFMA
TV UFMA é uma emissora de televisão brasileira sediada em São Luís, capital do estado do Maranhão. Opera no canal 16 UHF digital e é afiliada à SescTV. Pertence a Universidade Federal do Maranhão, que também opera a Universidade FM, tendo finalidade educativa e cultural, sendo também a primeira emissora de TV universitária do Maranhão.

## História

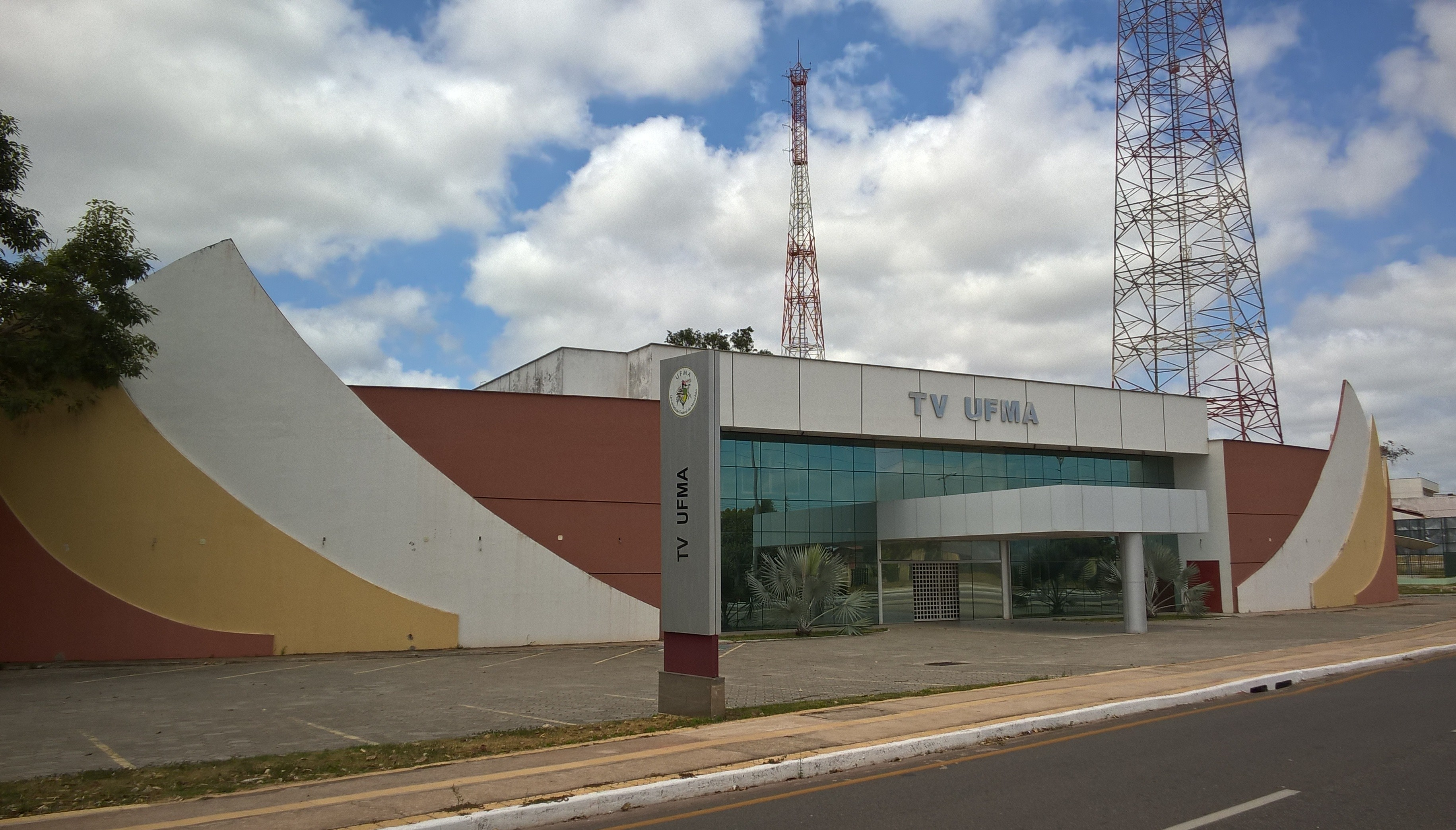
Sede da emissora no Campus Universitário de São Luís, em 2015

Em outubro de 2013, o MiniCom outorgou à Universidade Federal do Maranhão a concessão do canal 54 UHF, e em 25 de novembro de 2014, o então ministro Paulo Bernardo Silva e o reitor da instituição, Natalino Salgado Filho, assinaram o contrato de concessão para iniciar os preparativos para a fundação do canal. Inicialmente, cogitava-se que a emissora iria retransmitir a programação da TV Brasil mesclada a sua programação local, mas como a mesma possuía uma emissora própria na capital, a emissora assinou com a TV Cultura.
Em 5 de agosto de 2015, a TV UFMA iniciou suas transmissões experimentais através do canal 54 UHF em sinal digital, exibindo a vinheta do canal em loop e institucionais divulgados no Facebook. O diretor da emissora, Silvano Bezerra, informou em um vídeo que as transmissões oficiais se iniciariam dentro de 4 a 5 meses, seguidas da implantação dos primeiros programas locais em fase de pré-produção.
A TV UFMA foi oficialmente inaugurada às 17h19 do dia 7 de outubro de 2015, com um programa especial apresentado por Luisa Rabelo. Foram destacadas as parcerias e os projetos da emissora, como a exibição de produções da TAL - Televisão América Latina, do Instituto Camões e da Embaixada Portuguesa e também produções cinematográficas como longas e curtas-metragens da própria emissora e de produtoras independentes. A repórter Asmynne Barbosa entrevistou vários convidados do evento, e em seguida, Silvano Bezerra, diretor da emissora, Natalino Salgado Filho, reitor da UFMA e o governador do estado, Flávio Dino, fizeram o discurso de inauguração da emissora e conheceram as instalações do canal. Estiveram também presentes no evento o diretor do Centro de Comunicação, Turismo e Artes da UFPB, Davi Fernandes, o secretário de comunicação do governo, Robson Paz, o presidente da ALEMA, Humberto Coutinho, representantes da TV Cultura e vários outros convidados.
Após a cerimônia de inauguração, o canal voltou novamente a exibir um loop de avisos e anúncios sobre a fase de testes do sinal. A emissora iniciou também a transmissão dos seus primeiros programas locais, como o talk-show Perfil, alguns documentários da ONG Médicos sem Fronteiras e a reprise de shows do São José de Ribamar Jazz & Blues Festival.
Em 26 de julho de 2016, a emissora passou a retransmitir a programação da TV Cultura pelo seu stream no portal da RNP, e no dia seguinte, iniciou suas transmissões também através do sinal aberto. Em 19 de julho de 2017, a emissora remanejou o seu sinal para o canal 16 UHF, de modo a desocupar a faixa entre os canais 52 e 69 que será utilizada para a tecnologia 4G.
Em 24 de janeiro de 2019, a emissora lançou uma nova identidade visual, baseada nas embarcações do litoral maranhense, e passou a se chamar TV Universitária. A nova denominação vinha sendo usada desde o fim de 2018, mas apenas nas redes sociais. Em 27 de março, a emissora perdeu sua afiliação com a TV Cultura para a TV Maranhense, passando a exibir uma programação baseada em reprises de programas locais, e provisoriamente, a programação dos canais MultiCultura (renomeado para TV Educação em 2020) e Univesp TV.
No fim de fevereiro de 2020, a TV Universitária saiu do ar depois de um raio atingir a sua torre de transmissão durante uma forte chuva. A emissora anunciou nas redes sociais que o problema seria solucionado em 15 dias, o que acabou não acontecendo. Em abril, chegou a voltar ao ar por um curto período com a TV Cultura Educação, mas em maio voltou a sair do ar. Ainda fora do ar, em junho, voltou a utilizar o nome TV UFMA, após lançar ainda em 2019 um edital público para que os telespectadores criassem a nova identidade visual do canal. Em agosto, o sinal da TV UFMA voltou ao ar com a transmissão de reprises, restabelecendo plenamente a programação tempos depois.
Em 7 de outubro de 2021, data em que completou 6 anos no ar, a TV UFMA firmou parceria com a SescTV para retransmitir a sua programação, deixando assim de exibir os programas da TV Educação e da Univesp TV. A nova afiliação teve início exatamente um mês depois, em 7 de novembro.

## Programas

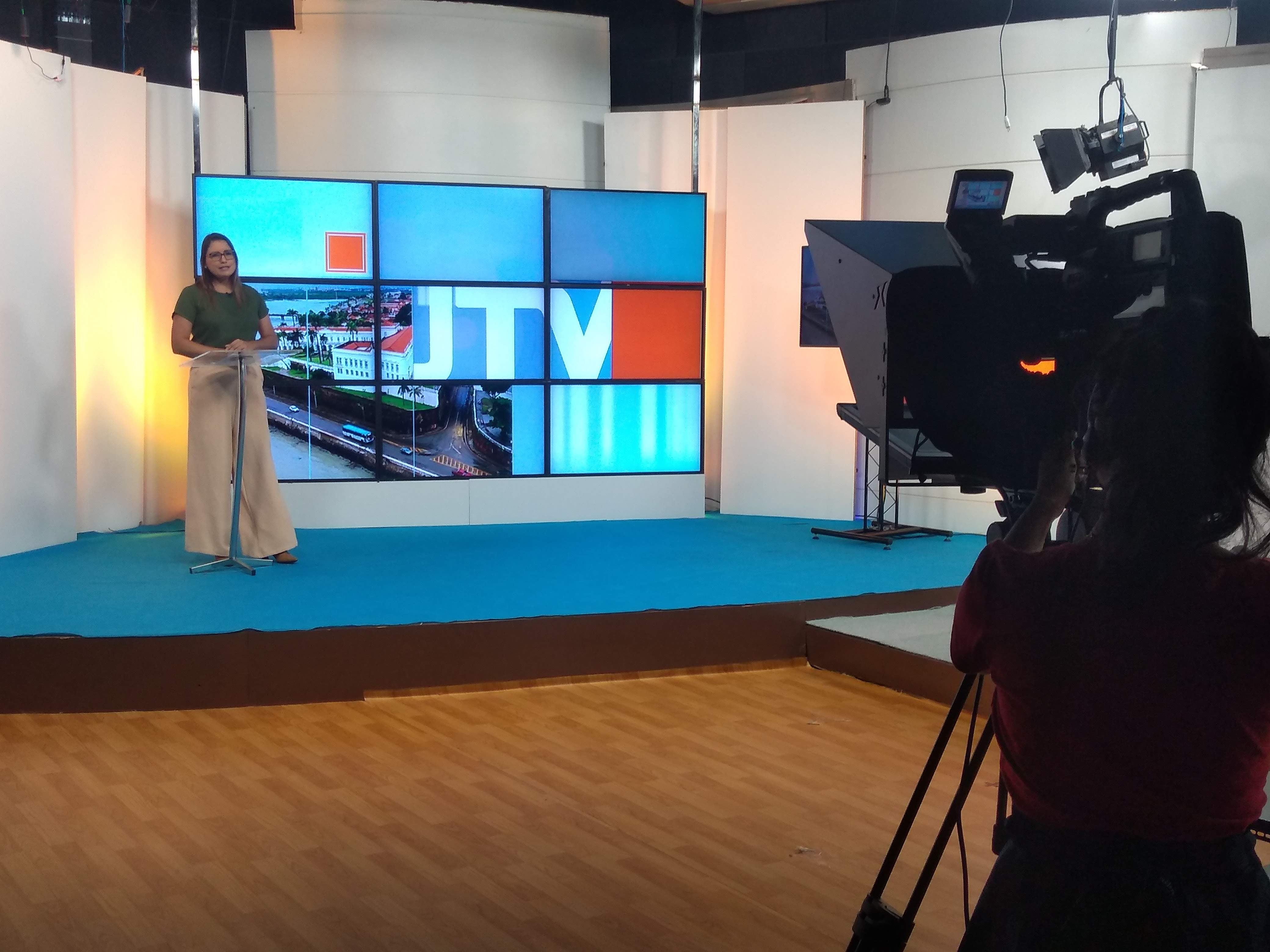
A jornalista Ana Thereza Viegas na apresentação do telejornal JTV UFMA, em 2022

- Conceito
- Curta Agora
- CineClube Casarão
- É Música
- Faixa Nobre.doc
- Histórias do Rádio
- Janela do Aluno
- JTV UFMA
- Sem Filtro
- Sexagenários
- Vozes do Maranhão
- Vitrine Musical

Programas antigos
- América Tal e Qual
- Ângulos e Ideias
- Caminhos de Portugal
- Cine Sala 22
- Entreletras
- Fica a Dica
- Informe UFMA
- Jornal da Manhã
- Médicos Sem Fronteiras
- Memória Extensionista
- Minha Profissão
- No Foco da Pesquisa
- Perfil
- Radar
- Sessão Guarnicê
- Som Pra Curtir
- Tempo Rei
- TV UFMA Cidadania

## Slogans
- 2015–2019: Formar é a nossa vocação
- 2019–2020: A TV da gente
- 2020–presente: O seu canal de ideias

## Logotipos

2015–2019
2019–2020
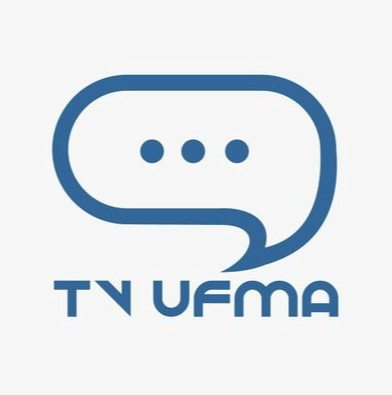
2020–presente